# Cantó de Lisieux-3
El cantó de Lisieux-3 és un cantó francès del departament de Calvados, situat al districte de Lisieux. Té 13 municipis i el cap es Lisieux.

## Municipis
- La Boissière
- La Houblonnière
- Lessard-et-le-Chêne
- Lisieux (part)
- Le Mesnil-Eudes
- Le Mesnil-Simon
- Les Monceaux
- Le Pré-d'Auge
- Prêtreville
- Saint-Désir
- Saint-Germain-de-Livet
- Saint-Jean-de-Livet
- Saint-Pierre-des-Ifs

## Història
| Data d'elecció                           | Identitat             | Partit          | Qualitat |
| ---------------------------------------- | --------------------- | --------------- | -------- |
| 1985-2004                                | André Fanton          | RPR             |          |
| 2004-2011                                | Brigitte Comet-Chérel | PS, després PRG |          |
| 2011-                                    | Éric Lehéricy         | UMP             |          |
| les dades anteriors no són pas conegudes |                       |                 |          |
|                                          |                       |                 |          |